# Veliko Trojstvo
Veliko Trojstvo falu és község Horvátországban Belovár-Bilogora megyében.

## Fekvése
Belovártól légvonalban 8, közúton 10 km-re északkeletre, a Bilo-hegység délnyugati lejtőin, a Bellovacka-patak partján, termékeny erdőktől, mezőktől, szőlőhegyektől és gyümölcsösöktől körülvéve a megyeszékhely vonzáskörzetében fekszik.

## A község települései
A községhez Ćurlovac, Dominkovica, Grginac, Kegljevac, Maglenča, Martinac, Paulovac, Malo Trojstvo, Višnjevac, Vrbica és Veliko Trojstvo települések tartoznak.

## Története
A régészeti leletek tanúsága szerint területe már a középkorban is lakott volt. A tatárjárás pusztítása után a közelében földvárat emeltek, melyről a grginaci vasútállomástól 400 méterre, a Bellovacka-patak és a Lug nevű erdő között zajlott régészeti feltárások során nyertek bizonyságot. Egykori erősség maradványai találhatók a Dominkovica-Vrbica úttól nyugatra, a Voščenik nevű magaslaton is. Régészeti lelőhelyek és főként kerámia leletek találhatók találhatók a község területén több helyen, így Milan Grbačić grginaci udvarházánál, Grginacon Antun Remenarić, valamint M. és J. Grbačić földbirtokán, Martinacon a Krčevina dűlőben, Veliko Trojstvo településen a Blkažeković-földön, valamint a Stari brijeg nevű magaslaton, a Borov brijegtől nyugatra, továbbá a Bjelovacka és Dobrovita patakok közén is. Szokatlan formájú halmok találhatók a község területén több helyen, melyeket a nép a tatárjárás során elpusztult tatár vezérek sírjainak tart.
A település első írásos említése 1272-ben történt. 1316-ban már Szentháromság apátságát és kolostorát is említik. Róla kapta a nevét a település is. Plébániáját 1334-ben a zágrábi püspökség plébániái között említik „item ecclesia sancte trinitatis” alakban. A térséget 16. század végén szállta meg a török.
A török megszállás teljesen megváltoztatta az itteni táj képét. A lakosság legnagyobb része az ország biztonságosabb részeire menekült, másokat rabságba hurcoltak. Ezután ez a vidék több évtizedre lakatlanná vált. A török uralom után a területre a 17. századtól folyamatosan telepítették be a keresztény lakosságot. Rövidesen újraalapították katolikus plébániáját is, melyet 1704-ben „Belloblaczka Vulgo Troisztvo” névvel említenek először. Ebből alakult ki a település mai Veliko Trojstvo neve is. A település 1774-ben az első katonai felmérés térképén a falu „Dorf Vel. Troisztvo” néven szerepel. A település katonai közigazgatás idején a szentgyörgyi ezredhez tartozott.
Lipszky János 1808-ban Budán kiadott repertóriumában „Veliko Trojsztvo” néven szerepel.  
Nagy Lajos 1829-ben kiadott művében „Trojsztvo (Vel.)” néven 77 házzal, 467 katolikus vallású lakossal találjuk.
A katonai közigazgatás megszüntetése után Magyar Királyságon belül Horvátország részeként, Belovár-Kőrös vármegye Belovári járásának része volt. Fejlődésében nagy szerepet játszott a Belovár-Kloštar vasútvonal 1900-ban történt megépülése. Az ipari fejlődés eredményeként megkezdte termelését a paulovaci tégla és cserépgyár, valamint a mišulinovaci szénbánya is. A településnek 1857-ben 477, 1910-ben már 900 lakosa volt. Az 1910-es népszámlálás szerint lakosságának 95%-a horvát anyanyelvű volt. 1918-ban az új szerb-horvát-szlovén állam, majd később Jugoszlávia része lett. 1941 és 1945 között a németbarát Független Horvát Államhoz, majd a háború után a szocialista Jugoszláviához tartozott. A háború után a fiatalok elvándorlása miatt lakossága folyamatosan csökkent. 1991-től a független Horvátország része. 1991-ben lakosságának 96%-a horvát nemzetiségű volt. 2011-ben a községnek 2.741, Veliko Trojstvo településnek 1.197 lakosa volt.

## Lakossága
| Lakosság változása | Lakosság változása | Lakosság változása | Lakosság változása | Lakosság változása | Lakosság változása | Lakosság változása | Lakosság változása | Lakosság változása | Lakosság változása | Lakosság változása | Lakosság változása | Lakosság változása | Lakosság változása | Lakosság változása | Lakosság változása |
| ------------------ | ------------------ | ------------------ | ------------------ | ------------------ | ------------------ | ------------------ | ------------------ | ------------------ | ------------------ | ------------------ | ------------------ | ------------------ | ------------------ | ------------------ | ------------------ |
| 1857               | 1869               | 1880               | 1890               | 1900               | 1910               | 1921               | 1931               | 1948               | 1953               | 1961               | 1971               | 1981               | 1991               | 2001               | 2011               |
| 477                | 565                | 594                | 703                | 970                | 900                | 897                | 1 000              | 1132               | 1398               | 1654               | 1576               | 1413               | 1295               | 1291               | 1197               |

## Nevezetességei
- A Szentháromság tiszteletére szentelt római katolikus plébániatemploma[7] 1779-ben épült barokk stílusban. 1883-ban, 1963-ban és 1995-ben megújították. Egyhajós, négyszög alaprajzú, nagyméretű épület félköríves szentéllyel. A sekrestye a szentély déli oldalához csatlakozik, a harangtorony a nyugati homlokzat felett áll. Falait a négy evangélista, szentek és bibliai alakok képei díszítik. Legszebb része a nyugati főhomlokzat. Orgonája 11 regiszteres, egy manuálos, a 19. század elején építették Josip Otonić marburgi műhelyében. A mester legnagyobb máig fennmaradt alkotása Horvátország területén, ezért jelentős művészi értékkel bír.
- A Fájdalmas Szűzanya tiszteletére szentelt római katolikus kápolnája a temetőben áll. 1858-ban építették, 1883 és 1959-ben megújították. 1996-ban teljesen felújították és műemlékké nyilvánították.
- A Szent Illés kápolnát 1930-ban építették. 1990-ben rossz állapota miatt lebontották és újat építettek a helyére.
- Szűz Mária tiszteletére szentelt kis utikápolnája 1846-ban épült. Rossz állapota miatt 1927-ben újat építettek helyette, melyet 1995-ben felújítottak.

## Gazdaság
A helyi gazdaság alapját a mezőgazdaság képezi. Ezen belül is jelentős a szőlészet és borászat. A két legjelentősebb borászat a Čačila és Vinia. Rajtuk kívül több családi gazdaság működik a község területén, melyek növénytermesztéssel és állattenyésztéssel foglalkoznak.

## Kultúra
- A település kulturális és művészeti egyesületét a KUD Veliko Trojstvot 1924-ben alapították. Célja a Bilo-hegység térsége hagyományainak, népszokásainak, népművészetének, népviseletének ápolása, megőrzése és bemutatása.
- A községi tamburazenekar 2011-ben alakult. Több zenei fesztiválon szerepeltek és Magyarországon is felléptek már.

## Oktatás
A településen már a 18. században volt oktatás, az első iskolaépület 1826-ban nyílt meg fiúgyermekek számára. A mai iskolaépület 1939-ben épült, mai formáját az 1980-as bővítés után nyerte el. Négyosztályos kihelyezett tagozatai működnek Ćurlovac, Malo Trojstvo és Šandrovac falvakban.

## Sport
- Az NK Bilogorac Veliko Trojstvo labdarúgóklubot 1921-ben alapították.
- A ŽRK Veliko Trojstvo női kézilabdaklub 1995-ben alakult.
- Az ŠK Bilogorac sakk-klub 1962-ben kezdte meg működését.
- A GK Troja lovasklub 1910-ben alakult.

## Egyesületek
- A DVD Veliko Trojstvo önkéntes tűzoltóegyletet 1922-ben alapították. 1993-ban egyesítették a község hét önkéntes tűzoltóegyletét megalapítva a községi tűzoltó egyletet.
- A „Bilogora-Papuk 1991” hazafias lovasegyesületet 2005-ben alapították a honvédő háború harcainak emlékére.
- Az UDIVDR-a Veliko Trojstvo egyesület a honvédő háború veteránjainak bajtársi egyesülete 1998-ban alakult.
- A „Trojstvo” szőlész, borász és gyümölcstermesztő egyesület 2001-ben alakult, ma mintegy 200 aktív tagja van.
- A helyi vadásztársaságot 1946-ban alapították.
- A Matica nyugdíjas egyesület ma több mint 300 tagot számlál.